# Yōsuke Kondō

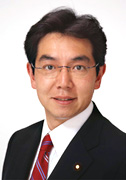
Yōsuke Kondō, 2009

Yōsuke Kondō (jap. 近藤 洋介, Kondō Yōsuke; * 19. Mai 1965 in Washington, D.C.) ist ein japanischer Politiker (Demokratische Partei, Noda-Gruppe→Demokratische Fortschrittspartei→Partei der Hoffnung→parteilos) und ehemaliger Abgeordneter im Shūgiin, dem Unterhaus des Kokkai.
Kondō studierte Rechtswissenschaften an der Keiō-Universität. Nach seinem Abschluss 1988 arbeitete er elf Jahre lang für die Nihon Keizai Shimbun (Nikkei). 1999 verließ er das Unternehmen und kandidierte bei der Shūgiin-Wahl 2000 als Unabhängiger im 2. Wahlkreis Yamagata, unterlag aber Takehiko Endō (LDP). Bei den folgenden Wahlen 2003 und 2005 konnte Kondō, nun als Kandidat der Demokratischen Partei, den Wahlkreis wieder nicht gewinnen, wurde aber jeweils über den Verhältniswahlblock Tōhoku gewählt. Erst bei der Wahl 2009, als Endō nicht mehr antrat, konnte er den Wahlkreis gewinnen. 2012 und 2014 unterlag er dem politischen Newcomer Norikazu Suzuki (LDP), einen ehemaligen Beamten aus dem Landwirtschaftsministerium, gewann aber erneut ein Verhältniswahlmandat.
Im Shūgiin war Kondō unter anderem Mitglied im Ausschuss für Wirtschaft, Handel und Industrie und im Sonderausschuss für Verwaltungsreform. In der Demokratischen Partei war er unter anderem stellvertretender Vorsitzender des politischen Forschungsausschusses, des Komitees für Parlamentsangelegenheiten sowie 2006 Mitglied des Demokratischen Schattenkabinetts für Wirtschaft, Handel und Industrie. Von 2009 bis 2010 war er parlamentarischer Wirtschaftsstaatssekretär (daijinseimukan) für das Kabinett Hatoyama, 2012 Wirtschaftsstaatssekretär (fukudaijin) für das Kabinett Noda.
Für die Shūgiin-Wahl 2017 schloss sich Kondō der Partei der Hoffnung an und verpasste mit einer deutlicheren Wahlkreisniederlage gegen Suzuki auch einen Verhältniswahlsitz. Im Januar 2018 kündigte er an, die nächste nationale Wahl als Unabhängiger bestreiten zu wollen.

## Familie
Kondōs Vater Tetsuo war LDP-Politiker, Abgeordneter und Arbeitsminister. Sein Großvater mütterlicherseits war der LDP-Abgeordnete und Arbeitsminister Masakatsu Nohara.